# Додатковий час
Оверта́йм (англ. Overtime), у спорті — додатковий час, що призначається для визначення переможця. У випадку нічийного результату в деяких видах спорту регламент змагань може передбачати продовження боротьби протягом деякого додаткового проміжку часу з метою визначення переможця. Цей проміжок часу фіксований і заздалегідь обумовлений, але правила можуть передбачати і його дострокове закінчення у випадку настання деякої події, що дозволяє визначити переможця (наприклад, «золотий» чи «срібний» гол у футболі). У випадку безрезультатного закінчення овертайму (переможця як і раніше неможливо визначити) може бути назначений ще один овертайм (наприклад, як у баскетболі) чи використовують інші методи для визначення переможця (наприклад, серія післяматчевих пенальті у футболі).
Овертайм використовують у таких видах спорту, як футбол, хокей, баскетбол, регбіліг, греко-римська боротьба та в деяких інших.